# 水榆花楸
水榆花楸（学名：Sorbus alnifolia）是蔷薇科花楸属的植物。分布在日本、朝鲜以及中国大陆的甘肃、山东、河南、河北、陕西、浙江、江西、四川、辽宁、吉林、湖北、黑龙江、安徽等地，生长于海拔500米至2,300米的地区，多生于山顶混交林、山沟、山坡和灌木丛中，目前尚未由人工引种栽培。

## 别名
水榆、黄山榆（河南土名），花楸（经济植物手册），枫榆（青岛木本植物名录），千筋树（湖南土名），粘枣子（河北土名）

## 异名
- Sorbus alnifolia (Sieb. et Zucc.) K. Koch var. lobulata (Koidz.) Rehd.